# Paralaea discolor
Paralaea discolor är en fjärilsart som beskrevs av Walker 1861. Paralaea discolor ingår i släktet Paralaea och familjen mätare. Inga underarter finns listade i Catalogue of Life.